# Helene Hayman

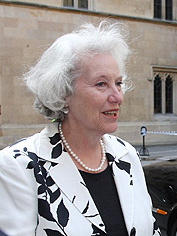
Baronesa Helene Hayman, atual Lord Speaker da Câmara dos Lordes.

Helene Valerie Hayman, Baronesa Hayman, PC, (nascida Helene Middleweek, 26 de março de 1949) foi uma Lord Speaker da Câmara dos Lordes do Parlamento britânico. Alinhada ao Partido Trabalhista, permaneceu como MP entre 1974 e 1979, tornando-se um par vitalício em 1996. Fora do meio político, Hayman também atua em campanhas para a promoção do National Health Service. Em 2006 foi eleita Lord Speaker da Câmara dos Lordes. Ela deixou o cargo em 2016.

## Família e estudos
Helene Hayman é filha de Maurice and Maude Middleweek. Estudou na Wolverhampton Girls' High School e graduou-se em direito pela Universidade de Cambridge no ano de 1969, mesmoa no em que presidiu a Cambridge Union Society. Trabalhou para a Shelter de 1969 a 1971 e para o Departamento social de Camden entre 1971 e 1974. 